# 다카하시 가즈키 (1999년)
다카하시 가즈키(일본어: 髙橋 一輝, 1999년 10월 2일~)는 일본의 축구 선수이다.

## 구단 경력
그는 2022년 J3리그의 테게바자로 미야자키에 입단했다. 2023년까지 43경기에 출전, 2023년후 현역 은퇴.